# Val Malvaglia
La Val Malvaglia è una valle laterale della Valle di Blenio, nel Canton Ticino a Serravalle (Svizzera). È percorsa dal Riale Orino, sul cui corso sorge la Diga della Val Malvaglia.
- Wikimedia Commons contiene immagini o altri file su Val Malvaglia